# ألياف ضوئية هجينة
هي الاتصال الذي تستخدمه بعض استوديوهات التلفزيون وكاميرات الفيديو للإنتاج الميداني التي تجمع بين جميع إشارات الفيديو والصوت والبيانات والتحكم والطاقة وغيرها من الإشارات على ألياف بصرية أحادية الوضع وعدد قليل من الموصلات النحاسية في سترة واحدة ، مما يسمح  لكابل واحد بتوفير جميع الإشارات اللازمة التي تحتاجها الكاميرا لبيئة الإنتاج التلفزيوني.[بحاجة لمصدر]